# Airdrie (North Lanarkshire)
Airdrie ist eine Stadt in North Lanarkshire in Schottland. Sie liegt auf einer Hochebene etwa 130 Meter über dem Meeresspiegel und etwa 19 Kilometer östlich von Glasgow. Zusammen mit Coatbridge bildet Airdrie das Gebiet des früheren Monklands. Im Jahr 2011 hatte Airdrie 37.132 Einwohner.

## Etymologie
Nicht gesicherten Quellen zufolge entstand der alte Name Arderyth unter anderem aus dem gälischen àrd ruith, was eine Weide oder Steigung bis zu einer bestimmten Höhe bedeutet.

## Geschichte
Die Besiedlung des heutigen Gebietes von Airdrie kann auf das Jahr 577 n. Chr. datiert werden, als die Schlacht von Arderyth stattfand zwischen Rydderych (The Bountiful), dem König von Strathclyde und Aeddam (The Perfidious), dem König der Halbinsel Kintyre. Der Sage nach nahm Merlin der Barde auf der Seite von Aeddam an der Schlacht teil.
Bis zum Jahre 1162 ist die Geschichte Airdries nicht durch zuverlässige Quellen dokumentiert.
Zwischen 1162 und 1850 bauten die Mönche von Newbattle Abbey die Infrastruktur Airdries aus. Anfänglich nur als Verkehrs-Haltepunkt genutzt, entstanden bald Siedlungen.

## Söhne und Töchter der Stadt
- William Robinson (1870–1940), Schwimmer
- Ian Bannen (1928–1999), Film- und Theaterschauspieler
- Ian McMillan (1931–2024), Fußballspieler und -trainer
- Bill Adam (* 1946), kanadischer Autorennfahrer
- Joe Allen (* 1955), Maler
- Leo Cushley (* 1961), römisch-katholischer Geistlicher, Erzbischof von Saint Andrews und Edinburgh ab 2013
- Pamela Nash (* 1984), ehemalige Abgeordnete im House of Commons
- Barry Bannan (* 1989), Fußballspieler
- Nathan Evans (* 1994), Sänger
- Kieran Offord (* 2004), Fußballspieler